# Letrozol
El letrozol, comercializado bajo el nombre de Femara, es un medicamento que pertenece al grupo de los inhibidores de aromatasa para el tratamiento de cáncer de mama hormonalmente-sensible después de cirugía.
Los estrógenos son producidos por la conversión de andrógenos a través de la enzima aromatasa. Los estrógenos luego se ligan a los receptores de estrógenos, provocando la división celular.
El letrozol evita que la aromatasa produzca estrógenos a través de la inhibición competitiva reversible. La acción es específica, y el letrozol no reduce la producción de minerales o corticosteroides.

## Usos

### Uso aprobado por la FDA

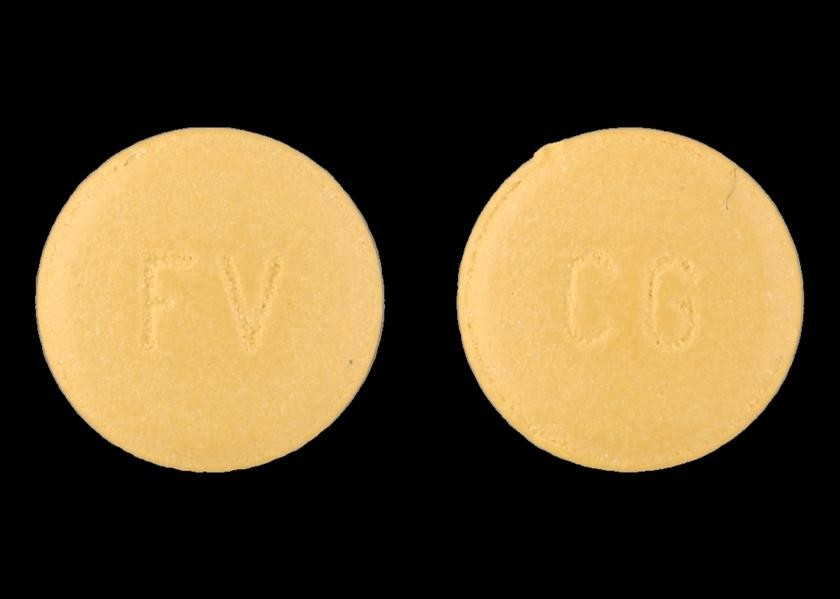
Femara: Tabletas orales de 2,5mg

El letrozol fue aprobado por la FDA de los Estados Unidos para el tratamiento de cáncer de mama local o metastásico con receptor hormonal positivo (o desconocido) en mujeres postmenopáusicas. Efectos secundarios incluyen signos y síntomas de hipoestrogenismo. Existe la preocupación de que el uso a largo plazo de letrozol pueda llevar a la osteoporosis, razón por la cual las prescripciones de letrozol son a menudo acompañadas con prescripciones de medicamentos anti-osteoporosis tales como los bifosfonatos.

### Uso no aprobado
El letrozol ha sido usado para la estimulación ovárica por doctores de fertilidad desde el 2001, ya que tienen menos efectos secundarios que el clomifeno y menos probabilidades de un embarazo múltiple. Un estudio Canadiense presentado en una conferencia de la Sociedad Americana de la Medicina Reproductiva (American Society of Reproductive Medicine) del 2005 sugirió que el letrozol podría incrementar el riesgo de defectos de nacimiento. Un estudio de seguimiento de la inducción de la ovulación encontró que el letrozol, comparado con un grupo control de clomifeno, tuvieron significativamente menos malformaciones congénitas y anomalías cromosómicas a una tasa general de 2,4% (1,2% malformaciones mayores) comparado con el clomifeno con un 4,8% (3,0% malformaciones mayores).
La acción antiestrogénica del letrozol ha demostrado ser útil en el pretratamiento para la terminación del embarazo, en combinación con el misoprostol. Se puede utilizar en lugar de la mifepristona, la cual es cara y poco disponible en muchos países.
Algunos atletas y fisicoculturistas también usarían el letrozol como parte de su ciclo de esteroides para reducir o prevenir síntomas de exceso de estrógenos; en particular la ginecomastia y retención de agua.
Algunos estudios han demostrado que el letrozol puede ser utilizado para promover la espermatogénesis en pacientes masculinos sufriendo de una azoospermia no obstructiva.
El letrozol ha demostrado retrasar la fusión de las placas de crecimiento en ratones. Cuando es usado con la hormona de crecimiento, el letrozol ha sido demostrado ser terapéutico para adolescentes y niños con baja estatura.
El letrozol también ha sido usado para tratar la endometriosis.

## Efectos adversos
Los efectos adversos más corrientes tras la utilización de letrozol son los mareos, náuseas y fatiga. Otras reacciones encontradas son: los mareos , dispepsia, la anorexia, alopecia, aumento del apetito, edema periférico, dolores de cabeza, vómitos, constipación, diarrea, aumento de la sudoración, picores, mialgias, dolor de huesos, artritis/artralgia y aumento de peso. Letrozol está contraindicado en mujeres antes de la menopausia, en el embarazo y durante la lactancia.

## Contraindicaciones
El letrozol es contraindicado en mujeres premenopáusicas, durante el embarazo y lactancia.

## Interacciones
El letrozol inhibe la enzima hepática CYP2A6, y en menor medida la CYP2C19, in vitro, pero no se han observado interacciones relevantes con medicamentos como la cimetidina y warfarina.

## Comparación con el tamoxifeno
El tamoxifeno también es usado para tratar el cáncer de mama hormonalmente sensible, pero lo hace interfiriendo con el receptor de estrógeno. Sin embargo, el letrozol es efectivo solo en las mujeres postmenopáusicas, donde el estrógeno es producido principalmente en los tejidos periféricos (por ejemplo, en el tejido adiposos, como en las mamas) y en un número de sitios en el cerebro. En las mujeres premenopáusicas, la fuente principal de estrógeno proviene de los ovarios y no los tejidos periféricos, haciendo al letrozol inefectivo.
En el estudio BIG 1-98, de mujeres posmenopáusicas con cáncer de mama hormonalmente sensible, el letrozol redujo la recurrencia del cáncer, pero no cambió la tasa de supervivencia, comparado con el tamoxifeno.

## Síntesis
Lang, M; Batzl, C; Furet, P; Bowman, R; Hausler, A; Bhatnagar, A (1993). «Structure-activity relationships and binding model of novel aromatase inhibitors». The Journal of Steroid Biochemistry and Molecular Biology 44 (4–6): 421-8. PMID 8476755. doi:10.1016/0960-0760(93)90245-R.